# Alcântara
Alcântara är en ort och kommun och i delstaten Maranhão i den nordöstra regionen i Brasilien. Folkmängden i centralorten var år 2010 cirka 6 000, med totalt 22 000 invånare i hela kommunen år 2014. Kommunen ingår i São Luís storstadsområde.
Agência Espacial Brasileira har en rymdbas i kommunen. Fotbollsmålvakten Helton da Silva Arruda är född på orten.

## Administrativ indelning
Kommunen är indelad i två distrikt:
- Alcântara
- São João de Cortes